# Battaglia di Parma (1814)
La battaglia di Parma fu uno scontro avvenuto il 2 marzo 1814 tra le forze franco-italiane del generale Paul Grenier e le forze austriache del generale Starhemberg. Una brillante manovra da parte del generale francese consegnò momentaneamente il controllo dell'Emilia centrale alle forze napoleoniche. Qualche giorno più tardi, la battaglia di San Maurizio cancellò i progressi ottenuti solo pochi giorni prima. 

## Contesto storico
Dopo la fallimentare spedizione in Russia e la fine della tregua garantita dall'armistizio di Pleiswitz, le forze napoleoniche ripresero a combattere contro quelle della coalizione, alla quale si era aggiunta l'Austria, precedentemente dichiaratasi neutrale. L'ingresso dell'impero asburgico contribuì alla creazione di un nuovo secondo fronte in Italia. A proteggere i territori italiani fu inviato Eugenio di Beauharnais, viceré d'Italia ed uno dei migliori generali a disposizione di Napoleone. 

## Antefatti
Dopo qualche successo iniziale, le forze napoleoniche furono ripetutamente sconfitte dagli austriaci e la contemporanea defezione della Baviera li mise in una posizione piuttosto pericolosa. Di conseguenza furono costrette ad abbandonare il Friuli, ritirandosi verso ovest, in Veneto. Giunti sull'Adige, mantennero la posizione saldamente per mesi, impedendo alle forze austriache di passare il fiume. Mentre sull'Adige la situazione si sviluppava in uno stallo, più a sud, in Emilia-Romagna le forze austriache del generale Nugent sbarcavano nel Polesine, formando una testa di ponte a sud del Po.

La situazione andò aggravandosi quando le forze del maresciallo Murat, divenuto re di Napoli, risalirono la penisola, avanzando nella regione senza dichiararsi né ostili né alleati degli austriaci o dei franco-italiani. La loro posizione fu chiara solo dopo il 15 febbraio, quando finalmente dichiararono la loro entrata in guerra contro i napoleonici. Nel frattempo, preparandosi a gestire anche le forze napoletane, Eugenio si era ritirato sul Mincio, mentre inviava il generale Severoli a gestire la situazione in Emilia-Romagna, dove gli austriaci stavano guadagnando terreno.

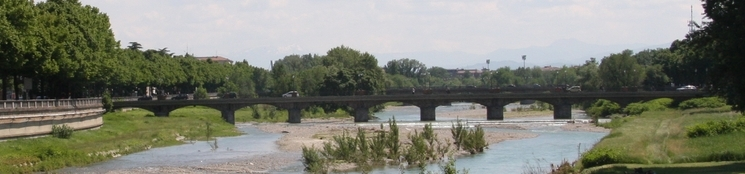
Parma, odierno Ponte Caprazucca

L'8 febbraio l'inconcludente battaglia del Mincio confermò la fase di stallo tra le due forze a nord del Po. A sud, invece, le forze austriache erano riuscite a respingere i franco-italiani ben oltre la città di Reggio Emilia, puntando a raggiungere Piacenza e Borgoforte, dove avrebbero potuto sfruttare un ponte per attraversare il Po e raggiungere Milano, il cuore del Regno d'Italia. Intuito che il fronte sarebbe rimasto stabile sul Mincio, Eugenio decise di inviare in Emilia il generale Paul Grenier, chiedendo lui di riprendere l'offensiva e attaccare gli austriaci. Giunto sul posto nell'ultima settimana di febbraio, Grenier esaminò accuratamente il fronte e progettò di attaccare a breve le forze del generale Starhemberg, poste in avanguardia ed isolate nei pressi di Parma.

## La battaglia

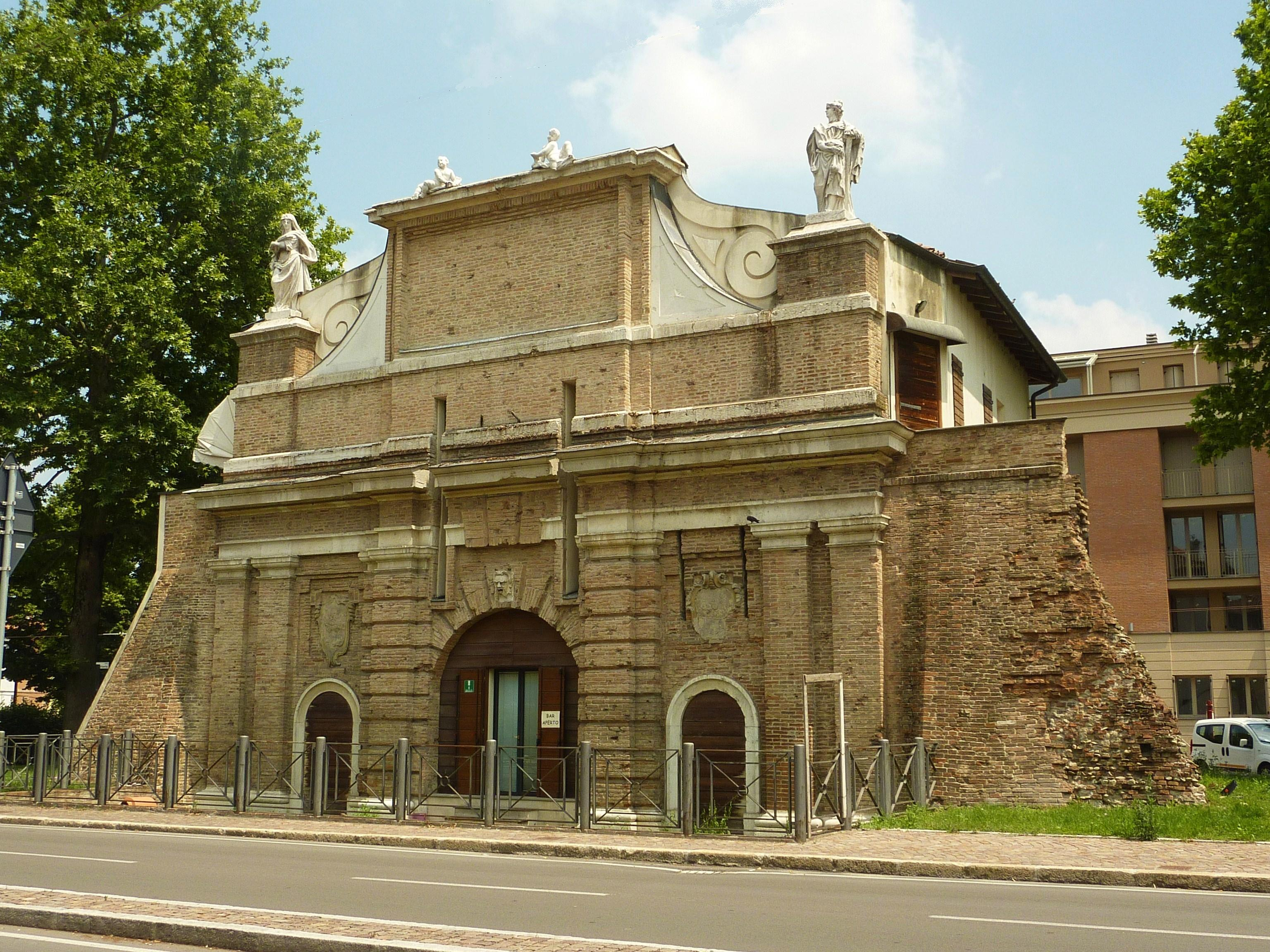
Porta San Francesco a Parma

All’alba del 2 marzo, l’armata francese al comando di Grenier attraversò il fiume Taro in tre colonne, con l’obiettivo di aggirare e attaccare le posizioni austriache presso Parma. Le brigate Schmitz e Jeanin, rispettivamente a destra e a sinistra, attraversarono il fiume in punti diversi per convergere su San Pancrazio, mentre la brigata Darnaud e la cavalleria di Rambourgt avanzarono frontalmente da Ponte Taro, seguiti dalla riserva di Severoli.
Gli avamposti austriaci si ritirarono rapidamente, mentre Nugent, il comandante austriaco, si trovò costretto a difendere Parma più a lungo del previsto a causa della perdita di Guastalla e della disorganizzazione della sua ala destra. Decise quindi di lasciare due battaglioni in città, convinto che i francesi non avrebbero potuto entrare senza l’artiglieria. Grenier, però, preparò un attacco coordinato: Schmitz avrebbe preso Porta Nuova, Jeanin e Rambourgt la Porta di San Barnaba, e Darnaud quella di Piacenza. Durante l’assedio, l’artiglieria francese fu messa in posizione, supportata dai dragoni Napoleone mentre, approfittando della nebbia, un reparto di cavalleria francese riuscì a penetrare in città, eludendo le difese austriache, che li avevano scambiati per napoletani.

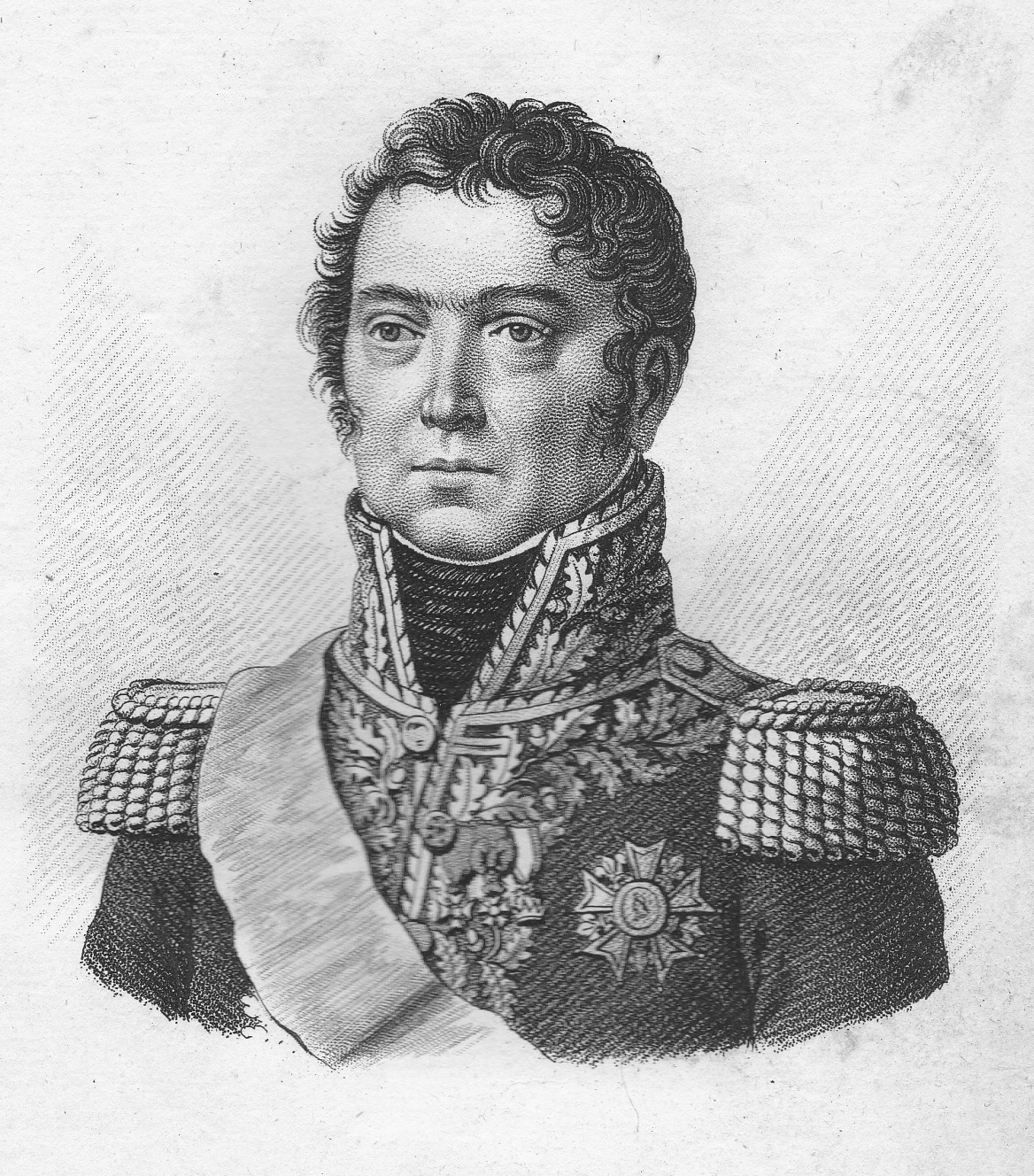
Il generale Grenier

La colonna guidata da Schmitz riuscì a impadronirsi di Porta San Francesco dopo aver scacciato gli austriaci, consentendo l’ingresso in città dei cacciatori a cavallo e del 92° battaglione. È chiaro che i francesi colsero di sorpresa le truppe austriache, parte delle quali era ancora fuori Parma. Schmitz ordinò l’avanzata di un altro battaglione del 9°, mentre il colonnello Broussier si diresse verso Porta Nuova e poi a Porta San Michele attraverso il ponte Caprazucca. Nel frattempo, Jeanin aggirò Parma da nord, facendo entrare le compagnie d’élite del 402° Reggimento attraverso i giardini imperiali, con l’aiuto di un cittadino che aprì loro i cancelli. Poco dopo, giunsero anche tre compagnie di granatieri della divisione Severoli. Intanto, due compagnie austriache del reggimento Erzherzog Franz-Karl non erano ancora rientrate in città quando un battaglione francese comparve nella piazza principale. Broussier tentò di intimare la resa, ma fu catturato durante una carica austriaca. Venne subito liberato dai suoi uomini, che avevano appena consolidato il controllo della zona. Dopo uno scontro breve ma intenso, gli austriaci si arresero. I francesi presero anche la cittadella, dove trovarono solo un piccolo presidio austriaco che si arrese senza combattere.
Mentre Parma era ormai sotto controllo francese, il generale Jeanin e la cavalleria di Rambourgt intercettarono il capitano d'Aspre, il cui distaccamento era rimasto isolato dopo la caduta di Guastalla. D’Aspre, privato della sua via di ritirata verso Reggio Emilia, tentò di raggiungere Nugent passando per Parma, ma fu attaccato nei pressi della città. Dopo un breve successo in cui recuperò due cannoni, fu sopraffatto e costretto alla fuga. Raggiunse Sorbolo con pochi uomini, nonostante fosse ferito. Nel frattempo, le compagnie austriache a destra del Taro subirono pesanti perdite contro le truppe di Jeanin, ma riuscirono in parte a ritirarsi verso Sorbolo e a riorganizzarsi a Reggio.
I francesi, sostenuti dai dragoni Napoleone, inseguirono le forze di Starhemberg fino all’Enza, ma non riuscirono a sfondarle. Starhemberg proseguì la ritirata fino a Sant'Ilario d'Enza, dove gli austriaci si attestarono temporaneamente. Grenier fermò l’avanzata e schierò i suoi avamposti in opposizione alla retroguardia austriaca. Sull’ala sinistra austriaca, il tenente colonnello Gavenda si ritirò ordinatamente da Fornovo verso Montecchio e poi a Scandiano, senza combattere.

## Conseguenze

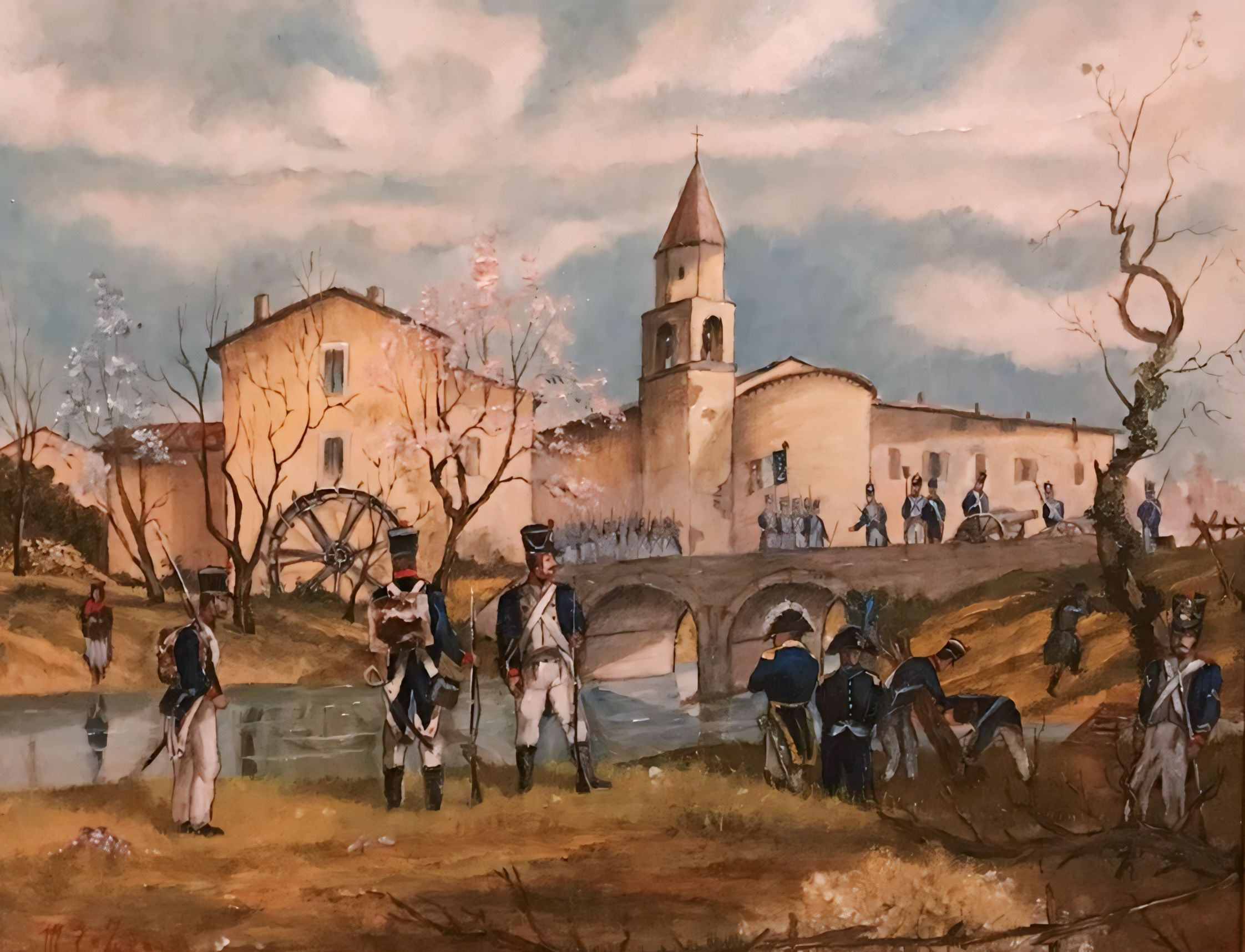
Battaglia di San Maurizio

Sebbene il rapporto del generale Grenier stimasse le sue perdite in soli 230 uomini tra morti e feriti, l'ordine giornaliero del generale Vignolle informava l'Armata d'Italia che l'incidente di Parma era costato al corpo d'armata di Grenier dai 5 ai 600 uomini invalidi. Due cannoni con i loro cassoni, cinque veicoli del genio e un numero significativo di fucili erano caduti in mano francese. D'altra parte, mentre, secondo Grenier, gli austriaci avevano almeno 600 uomini fuori combattimento e 37 ufficiali e 1682 uomini fatti prigionieri, Nugent indica come perdite totali durante la sua marcia su Piacenza e la sua ritirata a Modena solo 41 ufficiali e 1072 uomini. Sempre tra i prigionieri fatti da Grenier c'erano circa sessanta soldati napoletani che, come riporta Grenier, non presero parte alla battaglia. Venutone a conoscenza, il viceré ordinò che fossero liberati, quasi a rinfacciare a Murat il diverso comportamento che aveva tenuto contro i soldati francesi.
Gli austriaci furono costretti ad abbandonare la città di Parma, rifugiandosi prima dietro l'Enza e poi dietro al Secchia. Questo movimento permise alle forze di Grenier di riprendere il controllo di Reggio Emilia e recuperare parte del terreno perso tempo addietro. Vista la stabilità delle nuove posizioni Grenier fece ritorno in Lombardia. Il 7 marzo, tuttavia, le forze austro-napoletane, guidate da Murat, avanzarono verso Reggio Emilia, sbaragliando gli uomini del generale Severoli, che aveva tentato una disperata resistenza a San Maurizio, rimanendo egli stesso gravemente ferito durante gli scontri.
Con l'arrivo dell'esercito napoletano, i franco-italiani si trovarono in una situazione molto scomoda: avevano dinnanzi un nemico la cui superiorità numerica era più che netta ed inoltre la loro nuova posizione, costituita dal fiume Taro, facilmente guadabile in molti punti, era difficilmente difendibile. Solo i pessimi rapporti tra Murat e gli altri comandanti della coalizione in Italia permisero alle truppe napoleoniche in Emilia di resistere diverse settimane.